# The Cratez
The Cratez ist ein deutsches Musikproduzenten-, Songwriter- und Musiker-Duo aus Göttingen, bestehend aus David Kraft (* 8. Juli 1990 in Göttingen) und Tim Wilke (* 31. Mai 1989 in Göttingen).

## Karriere
David Kraft und Tim Wilke produzieren seit ihrem vierzehnten Lebensjahr Musik und boten ihre Produktionen zunächst über diverse nationale und internationale Plattformen im Internet an. Anfangs produzierten sie in den Sub-Genres Boom bap und Dirty South, die ihre Ursprünge im amerikanischen Hip-Hop haben. Ihre Instrumentals wurden international bekannt und 2009 schlossen sie sich unter dem Namen The Cratez als Produzenten-Duo zusammen.
Nach Zusammenarbeit mit Credibil, (EP Molokopf und das Rapalbum des Jahres 2015 auf iTunes Renœssance, das auf Platz 29 in den deutschen Albumcharts platziert war) und Ali As, (Album Insomnia 2017, Platz zehn deutsche Albumcharts) wurde das Duo 2017 vom österreichischen Rapper Joshi Mizu auf der Plattform Soundcloud kontaktiert und es begann eine Kooperation. The Cratez pendelten für die komplette Produktion des 2017 erschienenen Albums Kaviar & Toast von Göttingen nach Berlin. Während der Produktion im ehemaligen Studio von RAF Camora lernten sie über Joshi Mizu in Berlin Rapper wie Capital Bra, RAF Camora, Kontra K, Bausa und King Khalil kennen, die alle sofort mit den Produzenten bei ihren nächsten veröffentlichten Alben zusammenarbeiteten. Es folgten zwei Tracks mit Capital Bra auf dessen am 3. Februar 2017 erschienenen Album Makarov Komplex. Das Album kam in Deutschland auf Rang zwei der Albumcharts und hielt sich acht Wochen in den Top 100. In Österreich erreichte das Album die Spitzenposition und hielt sich drei Wochen in den Charts. In der Schweizer Hitparade konnte sich das Album an Position fünf platzieren und verblieb drei Wochen in den Charts. Die erste Single des am 29. September 2017 von Capital Bra veröffentlichten Goldalbums Blyat erschien im Juli 2017 mit dem Titel Nur Noch Gucci. Der Song markierte für The Cratez den  Durchbruch als Produzenten in Deutschland und bescherte dem Duo für 200.000 Verkäufe die erste Goldene Schallplatte. Auf der Streamingplattform Spotify konnte die Single mehr als 51 Millionen Streams generieren (Stand: März 2025) und das auf YouTube veröffentlichte Video mehr als 63 Millionen Aufrufe (Stand: Februar 2025). Die im August 2017 releaste Single mit RAF Camora und Joshi Mizu Olé, olé wurde ebenfalls mit einer Gold-Schallplatte ausgezeichnet. Auf Spotify kommt die Single auf mehr als 74 Millionen Streams (Stand: März 2025). Der Albumsong Na,na,na mit Ufo361 hat mit über 45 Millionen Aufrufen auf Spotify (Stand: März 2025) ebenfalls bereits die Goldauszeichnung erhalten. The Cratez produzierten elf der 15 Songs auf Blyat, von denen sich neun in den deutschen, drei in den österreichischen und zwei in den schweizerischen Singlecharts platzierten. Das Album chartete in Deutschland und in Österreich auf Position drei und in der Schweiz auf Rang fünf in den Albumcharts und wurde in Deutschland mit einer Gold-Schallplatte ausgezeichnet. Es hielt sich 51 Wochen in den deutschen, 27 Wochen in den österreichischen und vier Wochen in den schweizerischen Albumcharts.
Im September 2017 erschien die Single Was du Liebe nennst des Rappers Bausa, die von The Cratez in Kooperation mit Jugglerz produziert wurde. Die zweit meistverkaufte deutschsprachige Rapsingle konnte als erster deutscher Rapsong den Diamantstatus (1.000.000 Einheiten) erreichen. Die Single hielt sich neun Wochen an der Spitze der deutschen Singlecharts, solange wie keine andere Deutschrapsingle zuvor. Weltweit wurde die Single mehr als 1,73 Millionen Mal verkauft und gehört damit zu einer der meistverkauften Singles des Landes. Das auf YouTube veröffentlichte Musikvideo zur Single erreichte bisher mehr als 179 Millionen Aufrufe (Stand: Februar 2025). Auf der Streaming-Plattform Spotify verzeichnet das Lied bisher über 265 Millionen Streams (Stand: März 2025), womit es Platz sechs der meistgestreamten deutschsprachigen Lieder auf Spotify belegt. Das Lied wurde mehrfach international gecovert, unter anderem auf Russisch, Schwedisch und Englisch. Die 2020 veröffentlichte schwedische Version, Över dig von Newkid, erschien als Single auf seinem Platin-Album Mount Jhun und wurde für 80.000 Verkäufe mit einer Platin-Schallplatte von IFPI Schweden ausgezeichnet. Die Single platzierte sich in den schwedischen Singlecharts und das Album kam auf Platz drei in den schwedischen Albumcharts.
Internationale Aufmerksamkeit erreichte auch die von The Cratez und TheBeatPlug produzierte Single I’m not Racist des US-amerikanischen Rappers Joyner Lucas (2017). Die Single wurde für 500.000 Verkäufe in den USA mit einer goldenen Schallplatte ausgezeichnet und das Video zur Single wurde für einen Grammy nominiert. Das Video ging auf YouTube viral und hat (Stand: Oktober 2024) mehr als 153 Millionen Aufrufe erzielt. Mit dem Lied Ivor, auf dem international viel beachteten Platin-Album Mwaka Moon (2017) des französischen Künstlers Kalash, waren The Cratez ebenfalls vertreten.
Zwischen Februar und Oktober 2018 waren die Produzenten mit neun verschiedenen Singles an der Spitze der deutschen sowie der österreichischen Singlecharts.
Mit der im Juni 2020 veröffentlichten Single Big Body Benz, aus dem komplett von The Cratez produzierten Nummer-eins-Album in Deutschland, Österreich und der Schweiz Hollywood von Bonez MC, erreichten sie in Deutschland die zwölfte und in Österreich die 16. produzierte Nummer-eins-Single in den Charts. Big Body Benz wurde in Deutschland und Österreich mit einer Gold-Schallplatte ausgezeichnet. Das Album erzielte in Deutschland bereits den Goldstatus. Die 13. deutsche Nummer-eins-Single folgte im September 2020 mit Fuckst mich nur ab von Bonez MC. Die Single wurde im September 2021 ebenfalls in Deutschland mit Gold ausgezeichnet. Am 23. Oktober 2020 erschien die Single Angeklagt aus dem ebenso vollständig von The Cratez produzierten Nummer-eins-Album von Bonez MC Hollywood Uncut. Die Single markierte ihre 14. Nummer-eins-Single in Deutschland und den 17. Nummer-eins-Hit in Österreich und wurde in beiden Ländern mit Gold-Schallplatten  ausgezeichnet. Die am 7. Mai 2021 von Bonez MC feat. Frauenarzt veröffentlichte Single Extasy, aus dem Sampler 5 der 187 Strassenbande, konnte als 15. Nummer-eins-Single in Deutschland die Spitzenposition erreichen. Im November 2021 folgte für die Single in Deutschland die Goldauszeichnung und im Juni 2023 die Platin-Schallplatte. 14 der 15 Songs auf dem Nummer-eins-Album in allen deutschsprachigen Ländern Sampler 5 wurden von The Cratez produziert. Somit gehören The Cratez zu den Autoren mit den meisten Nummer-eins-Singles in Deutschland.
In der Liste von Musikern mit den meisten durch den BVMI zertifizierten Tonträgerverkäufen sind sie mit mehr als 18,1 Millionen Verkäufen in Deutschland erfolgreicher als Künstler wie Dieter Bohlen, Eminem oder Capital Bra. Weltweit kommen sie auf mehr als 19.480.000 zertifizierte Verkäufe (Stand: März 2025).
Seit 2020 stehen sie bei Sony Music unter Vertrag. Am 28. Februar 2020 erschien ihr erstes eigenes ausschließlich digital veröffentlichtes Produzentenalbum Nonstop. Fünf Songs platzierten sich in Deutschland, Österreich und in der Schweiz in den Singlecharts, drei in den Top 10 und die Single Maschine mit RAF Camora in Österreich auf der Spitzenposition. Die auf dem Album veröffentlichte Single Skifahren mit Bausa & Maxwell feat. Joshi Mizu wurde im März 2020 in Deutschland für 200.000 Verkäufe mit einer Goldenen Schallplatte ausgezeichnet und erhielt im Oktober 2021 für 400.000 Verkäufe die Platin-Schallplatte. Auf Spotify erreichte die Single mehr als 117 Millionen Streams (Stand: Februar 2025). Die erste mit Bonez MC veröffentlichte Single des Samplers Honda Civic, erzielte bei Spotify mehr als 111 Millionen Aufrufe (Stand: Februar 2025), bekam ebenfalls eine Gold-Schallplatte und im Januar 2023 die Platin-Schallplatte in Deutschland. Beide Singles wurden in Österreich für jeweils 30.000 Verkäufe und in der Schweiz für jeweils 20.000 Verkäufe mit Platin-Schallplatten ausgezeichnet.
The Cratez produzierten für Künstler wie RAF Camora, Future, Offset, Quavo, Gunna, Trippie Redd, Bonez MC, Gzuz, Kontra K, Ufo361, Capital Bra, Bausa, Maxwell, LX, Sido, Juju, Leony, Samra, Luciano, Cro, RIN, Ezhel, Dardan, Olexesh, Montez, Azet, Zuna, AK Ausserkontrolle, Farid Bang, KC Rebell, King Khalil, Bushido, Joshi Mizu, Veysel, Liaze, 102 Boyz, HoodBlaq, Kurdo, Jamule, Robin Schulz, Ski Aggu, Shirin David und viele weitere Interpreten 274 Lieder in den deutschen Singlecharts. Von diesen Liedern konnten sich 118 in den Top 10 und 20 an der Spitze der Singlecharts platzieren. In Österreich sind 241 Lieder in den Singlecharts, davon 114 in den Top 10 und 32 Nummer-eins-Singles. In der Schweiz haben The Cratez 198 Charthits, 52 in den Top 10 und zwei Nummer-eins-Singles (Stand: März 2025).

## Diskografie
Studioalben

| Jahr | Titel                              | Höchstplatzierung, Gesamtwochen, AuszeichnungChartplatzierungen (Jahr, Titel, Platzierungen, Wochen, Auszeichnungen, Anmerkungen) | Höchstplatzierung, Gesamtwochen, AuszeichnungChartplatzierungen (Jahr, Titel, Platzierungen, Wochen, Auszeichnungen, Anmerkungen) | Höchstplatzierung, Gesamtwochen, AuszeichnungChartplatzierungen (Jahr, Titel, Platzierungen, Wochen, Auszeichnungen, Anmerkungen) | Anmerkungen                              |
| Jahr | Titel                              | DE | AT | CH | Anmerkungen                              |
| ---- | ---------------------------------- | --- | --- | --- | ---------------------------------------- |
| 2020 | Nonstop RBK Records (Sony)         | DE78 (1 Wo.)DE | AT43 (1 Wo.)AT | — | Erstveröffentlichung: 28. Februar 2020   |
| 2022 | Nonstop: NXTGEN RBK Records (Sony) | — | — | — | Erstveröffentlichung: 23. September 2022 |